# Plunce
Plunce este un sat din comuna Rožaje, Muntenegru. Conform datelor de la recensământul din 2003, localitatea are 175 de locuitori (la recensământul din 1991 erau 182 de locuitori).

## Demografie
În satul Plumci locuiesc 112 persoane adulte, iar vârsta medie a populației este de 29,5 de ani (30,5 la bărbați și 28,6 la femei). În localitate sunt 32 de gospodării, iar numărul mediu de membri în gospodărie este de 5,47.
Populația localității este foarte eterogenă.
|  |

| Demografie | Demografie | Demografie |
| An         | Locuitori  | Locuitori  |
| ---------- | ---------- | ---------- |
|            |            |            |
|            |            |            |
|            |            |            |
|            |            |            |
| 1948       | 192        |            |
| 1953       | 216        |            |
| 1961       | 242        |            |
| 1971       | 186        |            |
| 1981       | 195        |            |
| 1991       | 182        | 180        |
| 2003       | 206        | 175        |

| \| Componența etnică conform recensământului din 2003[2] \| Componența etnică conform recensământului din 2003[2] \| Componența etnică conform recensământului din 2003[2] \| Componența etnică conform recensământului din 2003[2] \| Componența etnică conform recensământului din 2003[2] \| \| ----------------------------------------------------- \| ----------------------------------------------------- \| ----------------------------------------------------- \| ----------------------------------------------------- \| ----------------------------------------------------- \| \| \| \| \| \| \| \| Albanezi \| Albanezi \| \| 91 \| 52% \| \| Bosniaci \| Bosniaci \| \| 83 \| 47,42% \| \| necunoscută \| necunoscută \| \| 0 \| 0% \| |             |  |    |        |
| Componența etnică conform recensământului din 2003 |             |  |    |        |
| |             |  |    |        |
| Albanezi | Albanezi    |  | 91 | 52%    |
| Bosniaci | Bosniaci    |  | 83 | 47,42% |
| necunoscută | necunoscută |  | 0  | 0%     |